# 碼頭頂

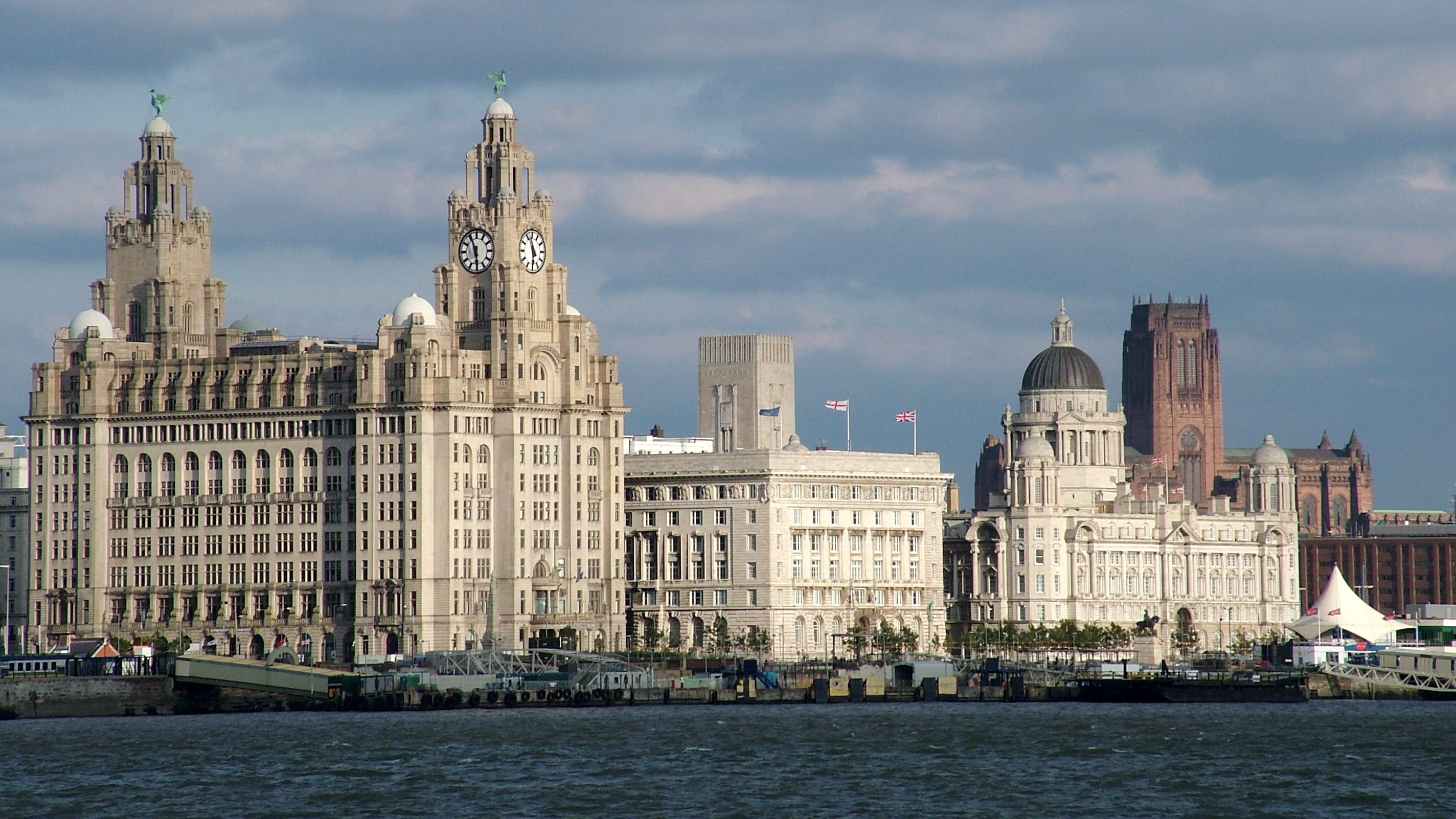

码头顶（英語：Pier Head） 是指利物浦默西河畔的历史码头区。在2004年，這一地區作為利物浦海事商城的一部分被列入世界文化遺產。這一地區包括了三座地標性建築，分別是皇家利物大廈、丘納德大廈和利物浦港務大廈。這些建築都建於20世紀初期。
码头顶按照英语读音音译是“皮尔海德”，一些中文资料写作“皮爾希德”。

## 外部連結
- Aerial photograph from multimap.com
- Historical photographs from the trans-Atlantic service （页面存档备份，存于）
- World Heritage Site
- The Three Graces of the world famous Liverpool Waterfront
- Pictures of the Pier head landing stage as it sank (2006) （页面存档备份，存于）